# Богатиков Володимир Федорович
Володимир Федорович Богатиков (22 жовтня 1924, місто Тбілісі, тепер Грузія — 1 травня 2012, місто Москва, Російська Федерація) — радянський профспілковий діяч, секретар ВЦРПС.

## Біографія
Закінчив середню школу. У 1942 році вступив до комсомолу.
З червня 1942 до липня 1945 року — в Червоній армії, призваний Стерлітамацьким районним військовим комісаріатом Башкирської АРСР. У 1942 році закінчив Ризьке військове піхотне училище. З серпня 1943 року — командир взводу 5-ї стрілецької роти навчального батальйону 26-го запасного стрілецького полку  12-ї запасної стрілецької дивізії Південно-Уральського військового округу. Потім служив командиром стрілецького взводу 372-го стрілецького полку 218-ї стрілецької дивізії 1-го Білоруського фронту, був поранений. Учасник німецько-радянської війни. 
Член КПРС з 1954 року.
Перебував на відповідальній профспілковій роботі.
У 1960—1963 роках — голова Горьковського обласного комітету профспілки робітників автомобільного, тракторного і сільськогосподарського машинобудування.
4 грудня 1964 — 24 січня 1966 року — голова Горьковської обласної ради професійних спілок.
З 1965 до березня 1968 року — голова ЦК профспілки робітників суднобудівної промисловості СРСР.
4 березня 1968 — 29 грудня 1986 року — секретар Всесоюзної центральної ради професійних спілок (ВЦРПС).
З грудня 1986 року — персональний пенсіонер союзного значення в Москві. 
Помер 1 травня 2012 року в Москві.

## Звання
- лейтенант
- капітан

## Нагороди
- орден Жовтневої Революції
- орден Вітчизняної війни І ст. (6.04.1985)
- два ордени Трудового Червоного Прапора
- ордени
- медаль «За бойові заслуги» (18.12.1944)
- медаль «За перемогу над Німеччиною у Великій Вітчизняній війні 1941—1945 рр.» (1945)
- медалі